# Zakerana parambikulamana
Espèce
Synonymes
- Rana parambikulamana Rao, 1937
- Fejervarya parambikulamana (Rao, 1937)

Statut de conservation UICN

 DD  : Données insuffisantes
Zakerana parambikulamana est une espèce d'amphibiens de la famille des Dicroglossidae.

## Répartition
Cette espèce est endémique de l'État du Kerala en Inde. Elle a été découverte à environ 700 m d'altitude dans les Ghâts occidentaux.

## Étymologie
Son nom d'espèce lui a été donné en référence au lieu de sa découverte, la forêt de Parambikulam.

## Taxinomie
La validité de ce taxon n'est pas certaine.

## Publication originale
- Rao, 1937 : On some new forms of Batrachia from south India. Proceedings of the Indian Academy of Sciences, sér. B, vol. 6, p. 387-427.